# Patek Philippe

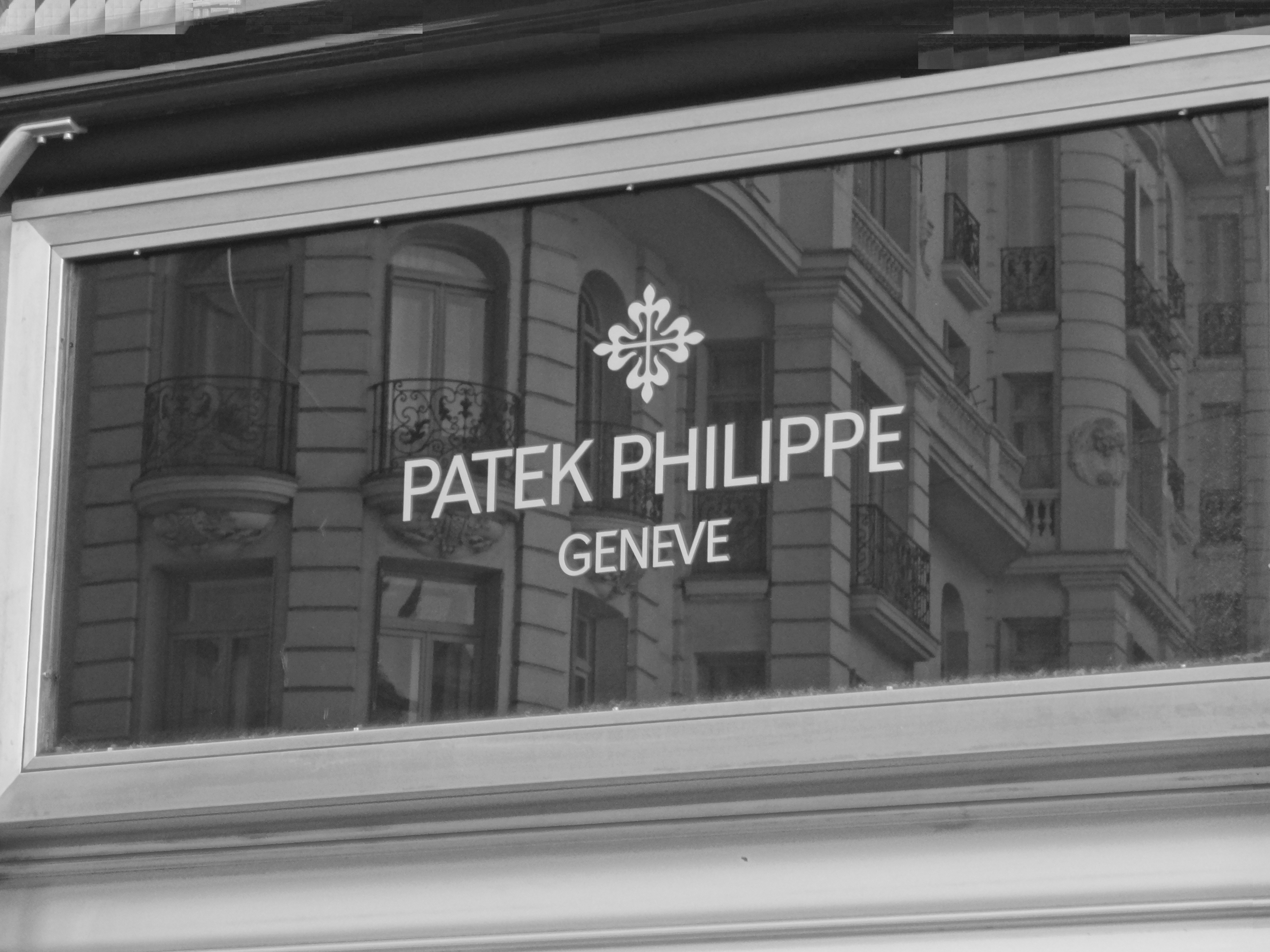
Logotyp för Patek Philippe på en affär i Madrid, Spanien.

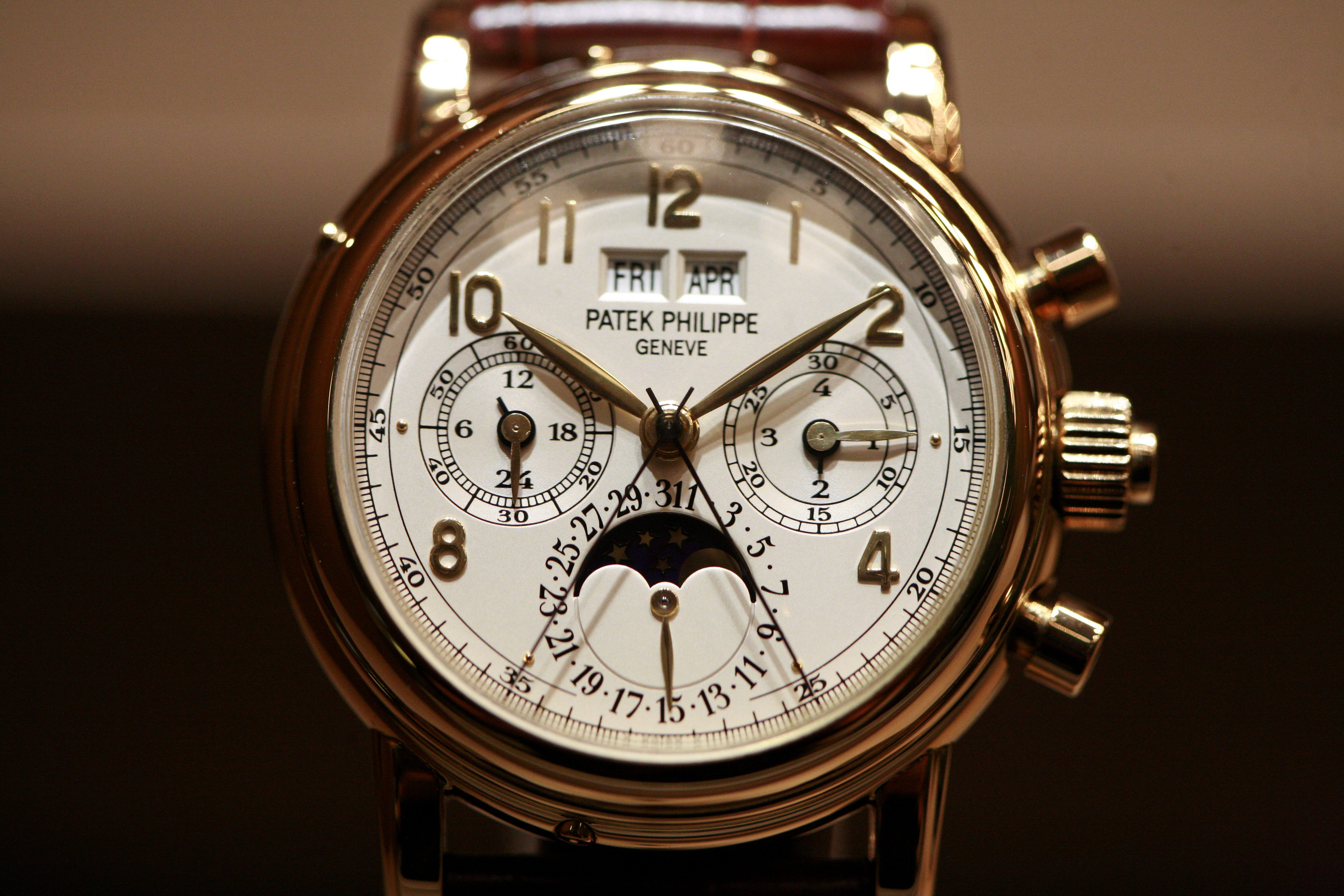
Patek-Philippe ref. 5004.

Patek Philippe SA, grundat 1839 i Genève med namnet Patek, Czapek & Cie, är en exklusiv klocktillverkare. Företaget grundades av den polske klockhandlaren Antoni Norbert Patek och den tjeckisk-polske urmakaren Franciszek Czapek.
Till skillnad från klockmärken som Rolex och Breitling, vars varumärken är mer förenade med iögonfallande konsumtion, är Patek Philippe inte lika välkänt bland gemene man, något som uppskattas i klockvärlden då Patek Philippe är en mer diskret statussymbol för den allra förnämsta urmakarkonsten.

## Bakgrund
Czapek lämnade företaget 1845 och Patek grundade ett nytt bolag tillsammans med den franske urmakaren Jean Adrien Philippe och den polske juristen Wincenty Gostkowski. I början på 1930-talet såldes aktiemajoriteten till Jean och Charles Stern, vars ättlingar fortfarande äger företaget.
Sedan 1932 har Patek Philippe varit ett familjeföretag, vars armbandsur kostar mellan 100 000 och flera miljoner kronor. Deras slogan lyder: "You never actually own a Patek Philippe, you merely look after it for the next generation". Patek Philippe benämns ofta som endast "Patek" eller "PP".
År 2001 grundades Patek Philippe-museet i en renoverad art décobyggnad i Genève som "ett tempel för klocktillverkning".